# Феликс Нантский
Святой Феликс (511/514 — 8 января 582/584) — 16-й епископ Нанта в 548/549—582/584 годах. Прославлен в лике святителей в Православной и Католической церквях.

## Биография
Святой Феликс принадлежал к знатной семье Ноннихиев, имевшей обширные владения в Аквитании. Он родился в Бурже около 511—514 годов. Он был сыном 15-го епископа Нанта Эвмерия, и сменил его на кафедре в 548 или 549 году.
Во время вступления на епископскую кафедру Феликс по уже установившейся к тому времени традиции был вынужден расстаться с женой (оба приняли монашество).
Святой Феликс принимал участие в Парижском соборе 556 года, затем в Турском соборе 567 года, затем вновь в Парижском соборе 573 года. Он также участвовал в выработке правил этих синодов, что свидетельствует о его рвении к церковной дисциплине. Он умел заслужить доверие короля франков Хлотаря I, который доверил ему управление Нантом в 560 году.
Будучи умелым организатором, святой Феликс завершил строительство собора, начатое его отцом. Считавший Феликса другом поэт Венанций Фортунат описывал собор как храм, состоявший из трех нефов, середина которых поддерживалась огромными колоннами; большой купол был поднят в середине; внешне церковь была покрыта оловом, а внутри были только лазурь, золото, мозаичные картины, пилястры, листва, различные фигуры и другие украшения.
Святой Феликс также организовывал работы вдоль Луары, позволившие получить земли для сельского хозяйства, и пытался восстанавливать мир между бретонцами из Ваннете (Vannetais) и королём франков.
Феликс был известен своей добродетелью, красноречием и эрудицией. Важное значение он уделял милости среди бедных: при вступлении на епископскую кафедру он продал свое собственное имущество, а денежных доходы отдал бедным.
Еще при жизни Феликса его современники свидетельствовали о его выдающейся святости. Среди них также был святой Григорий Турский, хотя ранее он жаловался, что епископ Нанта несправедливо обвинил его в кумовстве по отношению к племяннику Петру. В свою очередь епископ Тура неоднократно выражал неудовольствие стремлением Феликса приумножить и так уже очень большое состояние своей семьи.
Святой Феликс умер 8 января 582 или 584 года и был похоронен в кафедральном соборе Нанта. Его поминовение отмечается 8 января и 7 июля. Новым главой Нантской епархии был избран двоюродный брат Феликса Ноннихий.